# Латеики
Латеики (англ. Lateiki) — остров, а также подводный вулкан в архипелаге Тонга (Королевство Тонга). В переводе с тонганского языка «Lateriki» означает «маленький Лате» (в честь острова Лате, расположенного к югу от Латеики).
Сам вулкан находится под водой на глубине от 3 до 10 м от поверхности океана. Длина вулкана составляет около 1500 м (отсчитывая от океанического дна). Последнее извержение произошло в июне 1995 года, в результате которого появился остров, высота которого колебалась от 50 до 80 м. Однако спустя два месяца он исчез. Остров появлялся в результате и более ранних извержений.